# 布尔汗·多安恰伊
布尔汗·贾希特·多安恰伊（土耳其語：Burhan Cahit Doğançay，1929年9月11日—2013年1月16日）是一位美籍土耳其艺术家。布尔汗·多冈西最显著的是，他在半个多世纪的时间里追踪了跨越世界不同城市的墙壁，并把这些融入到了他的艺术作品中。

## 生平
布尔汗•多冈西出生于土耳其伊斯坦布尔，他的艺术训练得传于他的父亲阿迪•多冈西Adil Dogancay)及另一位著名的土耳其画家阿里夫·开普屯(Arif Kaptan)。
他年轻的时候，曾经在青年团结足球俱乐部（Genclerbirligi soccer team ) 踢球。1950年他获得了安卡拉大学(the University of与Ankara)的法律学位。同时，1950-1955年间注册于巴黎大学(the University of Paris)，并获得了经济学博士学位，还在大茅舍艺术学院（the Academie de la Grande Chaumiere)参加了一些艺术课程。在此期间，他持续绘画并在一些团体展中展出他的作品。回到土耳其后，他马上参与了很多展览，其中包括在安卡拉艺术爱好者俱乐部与他父亲的联合展览。
1962政府部门（外交服务）的一份短期工作把他带到了纽约，1964年多冈西决定全身心致力于艺术，并安家落户于纽约。他在纽约走街串巷以寻找灵感和为他的拼画或雕塑找寻素材。想要有一个比较好的生活，除了努力工作，别无它法。曾任纽约所罗门·R·古根海姆美术馆(Solomon R Guggenheim Museum)馆长27年之久的托马斯·M·麦瑟(Thomas M Messer)很大程度上影响了多冈西的事业，促使他留在纽约并面对城市的挑战。在70年代，他开始了他的“世界之墙”摄影纪录片项目的旅行，并在纽约的皮埃尔酒店里的匈牙利舞会上遇到了他之后的妻子—安吉拉（Angela)。
2016年，他的一副名为《特洛伊木马》的画作被土耳其政府作为礼物赠送给了巴黎的经济合作与发展组织（OECD）。他生命中的最后八年分别是在纽约的工作室和土耳其的图古泰斯度过的，直到他以83岁的高龄于2013年1月16日逝世。

## 艺术贡献
早在60年代初期，多冈西已经被城市墙壁所吸引，并且把它们作为他创作的主题。他把它们视作是社会的晴雨表，是流逝的时间段的明证，是城市情感的反射。城市的墙壁也频繁地承受着人为因素和印记的破坏。多冈西说，当他在纽约86号大街散步时，被一些东西吸引到了，于是把城市墙壁当作创作主题的想法就产生了。
“这是我所见到的最漂亮的抽象画。那儿有海报的残留片，以及带有表面少许阴影的墙的质感。主色调是橙色，带有一点蓝色，绿色和棕色。还有一些雨和泥浆留下的痕迹。”
作为一个城市旅行者，半个多世纪以来，他已经标记了世界范围内不同城市的墙壁。从这个范畴来说，城市墙是各个城市的气候和时代精神的记录，是社会、政治和经济变化的密码。多冈西作品的部分精髓是想表明，没有什么东西仅是它外表看上去的样子。他的艺术就是墙艺术，如此他的主题的信息来源都是真实的。因此他很难被冠名为抽象艺术家，但是他的很多作品呈现出来的第一印象似乎是抽象派的。在多冈西的表达方式中，持续性的搜寻和装饰图案的特征元素的提升是必不可少的。以此，他创制了一种持续一致的“解拼贴”战略——即有效地重组与新现实主义有关的立场的解构。多冈西可能开始只是作为一个纯粹的墙壁的观察者和记录者，但他很快就过渡到了能在他的作品中表达出一系列的意识，感觉和情感。他的愿景被素材和技巧不断地驱动和扩大。

### 世界之墙
80年代中期，多冈西开始把他“所看到的”作为他的第二个项目：拍摄布遍全球的城市墙。被多冈西称之为“世界之墙”的那些照片是我们时代的档案，也是他绘画的种子，它们本身也是我们生活的时代的纪录片。他的“百科全书式”方法的焦点直接对准了人类留在墙上的结构，标志，符号和图像。这不是因为他缺乏独创性，而是因为在这里，他在一个单一的主题中找到了整个人类状况的范围，没有任何文化，种族，政治，地理或风格的限制。由“墙是社会的镜子”这个陈述，多冈西自己揭示了他艺术探索的中心。
多冈西的重要演绎，他的根本的主题自我限制以及捕捉他最感兴趣的事情之痴迷，可以和其他比如奥古斯特•桑德 August Sander(肖像）和卡尔•布鲁斯菲尔德 Karl Blossfeldt (植物）“记录片制作者”相提并论。他的摄影不是抓拍，而是精细的表面分割，对材料，色彩，结构和光线，对他们有时候极简主义中类似单色调的精微研究。随着时间的推移, 这个项目既获得了重要性又获得了成果，四十年后的现在拥有了来自五大洲100多个国家的约3万张的图像。1982年，来自档案馆的图像在巴黎的乔治蓬皮杜中心The Centre Georges Pompidou展出，后来前往比利时布鲁塞尔美术馆 The Palais des Beaux-Arts, Brussels和蒙特利尔当代艺术博物馆 The Musée d’Art Contemporain 展出。

### 绘画和拼贴图
由从墙上收集而来的海报和其它物品构成了他作品的主要原料，所以多冈西以“拼贴”以及某种程度上的“熏画（fumage)”作为他的首选介质是唯一合乎逻辑的。他用不同的系列重新创造了城市广告牌，涂鸦覆盖的墙面以及损坏或被忽视的入口，如门或者窗等等。唯有几个他把自己与之比较的大师们是他作为一个积极的参与者所经历过的最后一个艺术辉煌时期的艺术家们，特别是罗伯特•劳森伯格 Robert Rauschenberg和 贾斯伯•琼斯 Jasper Johns。不管怎样，多冈西总是倾向于按照他发现时这些碎片的相互关系来重现它们，或者只需要对颜色或位置进行最小程度的调整，而不是将它们“颠倒”或者以劳森伯格的方式随意组合它们。
在很大程度上，他的实践是以“记录”为精神的一种仿真，是用收藏家的感受而不是拾荒者的眼睛实行的。在很多情况下，他的画作唤起了腐朽和破坏了的城市记忆，即对废墟和失控中的城市生活的陌生感觉，我们不能再把它们拼凑起来了。图片的各部分经常是从它们原始的内容里被剥离开出来，然后重新构成高深莫测的组合。这就是为什么将他繁复和实验性的作品分成从写实到抽象，从波谱艺术到材料图像/蒙太奇/拼贴画。80年代到90年代，他因其作品“Ribbons Series”而出名，这个系列的作品与他的拼贴画的作品，比如说跟Cones Series, Doors Series 或者Alexander’s Walls 都不一样。
Ribbons Series 就是用彩带作品的阴影部分表现出书法的效果。这些明亮强烈的曲线形状在平坦的纯色背景中似乎要跳跃出来。优雅的丝带形状具有三维质感，特别的被隐含的阴影所暗示。这个系列后来产生了阿鲁克邦-铝金属Alucobond-aluminium复合影子雕塑和奥布森挂毯Aubusson Tapestries。

### 罗望子光刻
1969年，大都会艺术博物馆20世纪艺术部门负责人亨利·盖尔扎勒（Henry Geldzahler）使多冈西在洛杉矶的罗望子光刻工作室成功地获得了研究员职位。这个由June Wayne创建的工作室是一个为期十年的项目，由大约七十位艺术家参加 - 其中包括Ed Ruscha，Jim Dine，Josef Albers和Louise Nevelson。在1960年至1970年间，他们的目的是在美国推广光刻技术。多冈西创作了十六幅光刻作品，包括一套名为“Walls V”的十一个作品。这标志着他职业生涯的转折点，因为他们基本上是平淡的阐述。在工作室，部分是因为媒介的紧急情况，他不得不放弃一些他的即兴创意、由原始题材带来的灵感，而选择图形化地筹划他的工作。这种强加的约束帮助他创造了引人注目的新效果，并产生了更明确的平坦区域和带有更明亮色彩的图像。这种重新评估使多冈西能够解决他在主题和方法之间可能存在的任何冲突，并对他作为艺术家的未来发展产生了深远的影响。高色调和视觉冲击的作品全集，对他来说仍然希望与他作品的观众分享城市矛盾的要素。

### 奥比松挂毯
在巴黎，多冈西被介绍给法国奥比松Aubusson的L'Atelier Raymond Picaud的老板Jean-François Picaud。着迷于将多冈西的丝带系列作为理想的挂毯主题，他立即邀请多冈西提交几本挂毯草图。用Jean-François Picaud 的话来说 “挂毯艺术在布尔汗•多冈西这儿找到了21世纪的领导者。”多冈西的在1984年编织的前三张挂毯都旋即得到了重大的成功。

### 艺术市场
2009年11月，多冈西的一幅画作“Mavi Senfoni (蓝色交响乐）在拍卖中被Murat Üiker以一百七十万美元收入囊中。这个拼贴画与多冈西全部作品中令人印象深刻的作品周期有关，被称为Cones系列，这是对他自身标志性的突破和丝带系列的一次审视，以及对城市空间的一种兴奋的探索。
连同它的两部姊妹作品Magnificent Era（伊斯坦布尔现代馆藏品）和Mimar Sinan（私人藏品），蓝色交响乐是多冈西与土耳其的历史进行对话之作中最大，也是最贵的。它于1987年在第一届国际伊斯坦布尔双年展中展出。伊斯坦布尔现代委托作曲家Kamran Ince将画作“蓝色交响乐”（Mavi Senfoni）谱成了音乐。钢琴独奏于2012年6月26日由Huseyin Sermet首演。2015年5月，他的Ribbon系列的画作Mavi Güzel（蓝美人），在伊斯坦布尔的Antik AS以1,050,000里拉的价格售出。

## 多冈西博物馆
Dogançay博物馆专门致力于B.dogançay的作品，和很小程度上他的父亲Adil的艺术，博物馆也提供了一个回顾性的概述，从他学生时代到现在，艺术家在不同时期的创作。展出的约有100件作品。伊斯坦布尔Beyoglu区的多冈西博物馆成立于2004年，被认为是土耳其第一个当代艺术博物馆。
多冈西的作品被世界上很多博物馆收藏，诸如纽约的Mo MA，大都会艺术博物馆，所罗门 R.古根海姆博物馆，以及华盛顿的国家美术馆，维也纳的MUMOK，巴黎的现代艺术博物馆，伊斯坦布尔的伊斯坦布尔现代，耶路撒冷的以色列博物馆和圣彼得堡的俄罗斯国家博物馆。

## 作品选
- 1964: 告示牌。纽约，索罗门•古根汉美术馆
- 1964: 洋基和披头士。伦敦，泰特现代艺术馆
- 1965: 埃迪。维也纳，阿尔贝蒂娜博物馆
- 1966: 内心的宁静。曼海姆，艺术馆
- 1966: J. Payn 窗口。明尼阿波利斯, 沃克艺术中心
- 1969: 约克拼图。斯图加特，国立美术馆
- 1969: 无题。华盛顿，国家美术馆
- 1969: 墙系列之四。纽约，现代艺术馆博物馆
- 1969: 无题
- 1974: 红与黑组合 No.5。纽约，索罗门•古根汉美术馆
- 1975: 白玉米和阴影。巴塞尔，艺术博物馆
- 1979: 彩带。伦敦，大英博物馆
- 1980s：回音墙 III。伦敦，维多利亚和阿尔伯特博物馆
- 1980s：#150。维也纳，应用艺术博物馆
- 1980: 失踪很久的彩带。维也纳，路德维希基金会现代艺术展览馆
- 1980: 无题。布鲁塞尔，比利时皇家美术馆
- 1982: 狂热的丝带。纽约， 大都会艺术博物馆
- 1987: 宏伟的时代。伊斯坦布尔，伊斯坦布尔现代艺术博物馆
- 1987: 蓝色交响乐。伊斯坦布尔
- 1989: 孩童。汉诺威，史普格尔博物馆
- 1989: 范思哲男子。洛杉矶， 洛杉矶郡艺术博物馆
- 1992: 我真的老了。萨尔茨堡，现代博物馆
- 1995: 山雀牛排。Ann Arbor/MI，密西根大学艺术博物馆
- 1997: 伊甸园。慕尼黑，现代艺术陈列馆
- 1998: 两条细红线。维也纳，阿尔贝蒂娜博物馆
- 2008: 和平的合作者。克利夫兰，克利夫兰艺术博物馆
- 2009: 后起之秀。波士顿，波士顿美术馆